# Heinrich Leopold von Borcke
Heinrich Leopold von Borcke (* um 1697 in Pommern; † im Dezember 1771) war ein preußischer Jurist, zuletzt bis 1767 Direktor des Stettiner Konsistoriums. 
Er stammte aus der pommerschen uradligen Familie Borcke. Ab 1716 studierte er Rechtswissenschaften an der Universität Halle. Nach seinem Studium wurde er Hofgerichtsrat an einem pommerschen Hofgericht, ab 1732 daneben Konsistorialrat. 
Später wurde er Direktor des Stettiner Konsistoriums. Im Jahre 1747 schied er als Hofgerichtsrat aus, nachdem er sich vergeblich um die Stelle des Präsidenten des Kösliner Hofgerichts bemüht hatte. Im Jahre 1767 wurde er als Konsistorialdirektor pensioniert. Er erhielt den Titel eines Geheimen Regierungsrates. 
Heinrich Leopold von Borcke wurde in den Vasallentabellen geführt, hatte aber keinen Gutsbesitz.